# Apiactis
Genre
Apiactis est un genre de cnidaires anthozoaires de la famille des  Cerianthidae.

## Liste des espèces
Selon World Register of Marine Species (09 janvier 2023) :
- Apiactis bengalensis Panikkar, 1936
- Apiactis denticulata Beneden, 1897
- Apiactis tentaculata Leloup, 1942

## Systématique
Le nom valide complet (avec auteur) de ce taxon est Apiactis Beneden, 1897.